# Torneio Prefeito Augusto Lucena
O Torneio Incentivo Pernambucano, foi uma competição estadual de futebol que ocorreu em Pernambuco no ano de 1973. Foi organizado pela Federação Pernambucana de Futebol com a participação de 6 (seis) equipes, a competição também foi chama de Troneio Prefeito Augusto Lucena, uma homenagem a Augusto da Silva Lucena prefeito da cidade do Recife naquele ano. Ao final da competição, o Central Sport Club se sagrou campão no torneio ao derrotar a equipe do América em melhor de três jogos. 

## História
A competição foi criada pela Federação Pernambucana de Futebol (FPF) com os clubes que não estavam participando de competições nacionais daquele ano, os jogos ocorriam em jogada dupla com os das equipes do Náutico, Santa Cruz e Sport que disputavam o Campeonato Brasileiro. Além da capital pernambucana, algumas partidas ocorreram no sertão do estado. O Campeonato iniciou e findou no ano de 1973, sendo a última partida ocorrendo no mês de Dezembro daquele ano.
Na fase classificatória, cada equipe jogou dez partidas. O Central foi o mais bem colocado tendo apenas duas derrotas em oito jogos frente ao América que fez a segunda melhor campanha. A final foi decidida em uma melhor de três jogos, o artilheiro da competição foi o jogador da patativa, Hélio Lima, com 8 gols. 

## Participantes
- América
- Atlético Clube Salgueirense (Salgueiro AC)
- Central
- Comercial
- Ferroviário do Recife
- Íbis

## Final
| Time 1  | Placar | Time 2  | Data    |
| ------- | ------ | ------- | ------- |
| Central | 2-0    | América | 12/1973 |
| América | 3-2    | Central | 12/1973 |
| Central | 3-1    | América | 12/1973 |

| Torneio Incentivo Pernambucano de 1973 |
| -------------------------------------- |
| Central Sport Club Campeão             |